# Phumosia africana
Phumosia africana är en tvåvingeart som beskrevs av Zumpt 1971. Phumosia africana ingår i släktet Phumosia och familjen spyflugor. Inga underarter finns listade i Catalogue of Life.